# Dippoldiswalde
Dippoldiswalde (em alto saxão: Dipps) é um município da Alemanha, situado no distrito de Sächsische Schweiz-Osterzgebirge, no estado da Saxônia. Tem 104,13 km² de área, e sua população em 2019 foi estimada em 14.310 habitantes.